# John Frankenheimer
John Michael Frankenheimer (19. februar 1930 i New York City – 6. juli 2002 i Los Angeles, Californien) var en amerikansk filminstruktør.
Frankenheimer begyndte sin karriere indenfor fjernsyn. Han instruktørdebuterede i 1957 og gjorde sig bemærket med bl.a. The Manchurian Candidate (Kandidaten fra Manchuriet, 1962), Birdman of Alcatraz (Manden fra Alcatraz, 1962), Seven days in May (7 dage i maj, 1964) og racerfilmen Grand Prix, fra 1966. Også handlingsfyldte film som French Connection II (1975), Black Sunday (Sort søndag, 1977) og Dead Bang (Enmandspatruljen, 1989). Den intense actionfilm Ronin (1998), med Robert De Niro, Stellan Skarsgård og Jean Reno, blev en biografsucces.